# ألفيس دوس ريس
ألفيس دوس ريس (بالبرتغالية: Artur Virgílio Alves dos Reis) هو رائد أعمال برتغالي، ولد في 8 سبتمبر 1896 في لشبونة في البرتغال، وتوفي بنفس المكان في 9 يونيو 1955.